# Ceratitoides nigromaculata
Ceratitoides nigromaculata är en tvåvingeart som beskrevs av Friedrich Georg Hendel 1928. Ceratitoides nigromaculata ingår i släktet Ceratitoides och familjen borrflugor.
Artens utbredningsområde är Uganda. Inga underarter finns listade i Catalogue of Life.